# Третеський Іустин Іванович
Іусти́н (Юсти́н) Іва́нович Трете́ський (рос. Иустин Иванович Третеский (Третесский); * 30 травня (11 червня за новим стилем) 1821, Кам'янець-Подільський — † 1895) — військовий інженер. Генерал-лейтенант. Уперше в світовій практиці розробив проект літального апарата з реактивним двигуном.

## Біографія
Закінчив Головне інженерне училище, а далі Інженерну академію в Петербурзі.
Служив в Одеському військовому окрузі. 1866 року мав звання полковника, був помічником начальника окружного інженерного управління в Одесі .
Від 1882 року був начальником інженерів Київського військового округу, під його керівництвом працював Гешвенд Федір Романович.
1849 року виступив із пропозицією про побудову керованого аеростата — дирижабля — з паровим і пороховим реактивними двигунами. А саме — 1849 року Третеський опублікував працю «Про способи керувати аеростатом», в якій запропонував використовувати для просування аеростата в повітрі та керування ним у польоті силу реакції газів, що витікають з оболонки аеростата через сопло . Корпус аеростата Третеський запропонував ділити на декілька самостійних відсіків.
1870 року розробив проект порохового реактивного двигуна для аеростата. 1879 року винайшов прилад для механічного нівелювання місцевості.

## Виноски
1. ↑  Адрес-календар Херсонської губернії на 1866 рік [Архівовано 9 червня 2007 у Wayback Machine.](рос.)
2. ↑  Теория реактивных двигателей. — М.: Воениздат, 1955. Архів оригіналу за 21 листопада 2007. Процитовано 17 травня 2008.